# Gert Mayer
Gert Johann Mayer (* 8. Jänner 1959 in Amstetten) ist ein österreichischer Nephrologe und Direktor der Universitätsklinik für Innere Medizin IV in Innsbruck. Mayer wird am 1. Oktober 2025 das Amt des Rektors der Medizinischen Universität Innsbruck antreten.

## Beruflicher Werdegang
Gert Mayer absolvierte 1983 sein Medizinstudium an der Medizinischen Fakultät der Universität Wien. Auf das Studium folgte eine Facharztausbildung für Innere Medizin und Additivfacharztausbildung für Nephrologie am Universitätsklinikum AKH Wien. Ein Max-Kade-Stipendium des ÖAW führte Mayer für einen Forschungsaufenthalt an die Stanford University in den USA. Zu Mayers Forschungsschwerpunkten gehören chronische Nierenerkrankungen, Systembiologie und Computational Disease Modelling.
Zurzeit leitet Mayer als Direktor die Universitätsklinik für Innere Medizin IV (Nephrologie und Hypertensiologie) in Innsbruck. Am 1. Oktober 2025 wird Mayer als Nachfolger den amtierenden Rektor der Medizinischen Universität Innsbruck, W. Wolfgang Fleischhacker, in dessen Funktion ablösen.

### Ehemalige Funktionen
Mayer war Mitglied des Obersten Sanitätsrates, Präsident der Österreichischen Gesellschaft für Innere Medizin, der Österreichischen Gesellschaft für Nephrologie und auch der Österreichischen Gesellschaft für Hypertensiologie. Außerdem ist er Past Council Member der European Renal Association – European Dialysis and Transplantation Association.

## Privates
Er ist Vater von zwei Söhnen.